# بدمینتون در المپیک تابستانی ۲۰۰۰

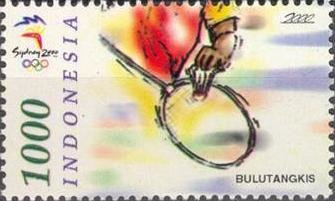
تمبر یادبود از اندونزی که در سال ۲۰۰۰ برای جشن گرفتن بازی‌های المپیک منتشر شد. طراحی آن مربوط به بدمینتون است که یک ورزش محبوب در اندونزی است. ارزش اسمی این تمبر ۱۰۰۰ روپیه اندونزی است و با استفاده از روش فوتوگراور چاپ شده است.

بدمینتون در بازی‌های المپیک تابستانی ۲۰۰۰ نام رویداد ورزش بدمینتون در بازی‌های المپیک تابستانی بود که در سال ۲۰۰۰ برگزار شد.

## نتایج
| Event         | طلا                                      | نقره                                       | برنز                                      |
| انفرادی مردان | جی شینپنگ · چین                          | هندراوان · اندونزی                         | شیا شوانزه · چین                          |
| دونفره مردان  | تونی گوناوان · و چاندرا ویجایا · اندونزی | لی دونگ-سو · و یو مینگ-سونگ · کره جنوبی    | ها تائه-کوون · و کیم دونگ-مون · کره جنوبی |
| انفرادی زنان  | گونگ ژیچوا · چین                         | کامیلا مارتین · دانمارک                    | یه ژائویینگ · چین                         |
| دونفره زنان   | گه فی (بدمینتون‌باز) · و گو جون · چین     | هوانگ نانیان · و یانگ وی · چین             | گائو لینگ · و چین اییوان · چین            |
| دونفره مختلط  | ژانگ جون · و گائو لینگ · چین             | تری کوشارجانتو · و مینارتی تیمور · اندونزی | سایمون آرچر · و جوآن گود · بریتانیای کبیر |

## جدول مدال‌ها
| رتبه | کشورها         | طلا | نقره | برنز | مجموع |
| ۱    | چین            | ۴   | ۱    | ۳    | ۸     |
| ۲    | اندونزی        | ۱   | ۲    | ۰    | ۳     |
| ۳    | کره جنوبی      | ۰   | ۱    | ۱    | ۲     |
| ۴    | دانمارک        | ۰   | ۱    | ۰    | ۱     |
| ۵    | بریتانیای کبیر | ۰   | ۰    | ۱    | ۱     |